# にせ刑事
『にせ刑事』（にせけいじ）は、1967年4月29日に大映系で公開された日本映画。モノクロ、シネマスコープ、92分。

## スタッフ
- 企画：伊藤武郎、宮古とく子
- 脚色：高岩肇
- 監督：山本薩夫
- 撮影：小林節雄
- 美術：間野重雄
- 音楽：日暮雅信
- 録音：須田武雄
- 照明：泉正蔵
- 編集：中静達治
- スチル：薫森良民

## キャスト
- 千田寅松：勝新太郎
- 千田辰蔵：加東大介
- 千田酉子：吉村実子
- 山口美恵子：姿美千子
- 小川雪江：仁木多鶴子
- 鶴見留次郎：伊藤雄之助
- 岸鉄郎：山本學
- 川上三郎：大坂志郎
- 川上富子：木村俊恵
- 川上隆：出川純
- 梶源太郎：北城寿太郎
- 村木：小山内淳
- 小沼：工藤堅太郎
- 吉沢：水島直哉
- 大庭：高見国一
- 北島：大川修
- 駅助役：丸山修
- 警察署長：見明凡太朗
- 主任警部：夏木章
- 刑事：杉森麟、喜多大八、佐伯勇
- 所轄署署長：中条静夫
- 高木警部：北原義郎
- 泊巡査：杉田康
- 巡査：山根圭一郎
- 看護婦：池上綾子
- 病院会計係：赤沢未知子
- 下宿の小母さん：岡崎夏子
- 信夫の母：目黒幸子
- テレビ局員：武江義雄、松山新一
- アナウンサー：森矢雄二
- 新聞記者：石黒三郎、河島尚真、佐山真次、木島進介
- 魚屋組合役員：遠藤哲平、隅田一男
- ルリ子：滝瑛子
- 結婚式の世話役：南方伸夫
- 溺れる子の母：耕田久鯉子
- タクシーを待つ老人：河原侃二
- パトロールの警官：原田該、岡郁二
- 通行人：竹内哲郎
- 男：小杉光史、石田俊介
- ミルクプラントのおばさん：村田扶実子
- 西門徳三郎：高村栄一
- タクシー運転手：中原健
- 電気屋：井上大吾
- チンピラ矢部：三角八郎
- デパートの客：三島愛子
- 隣の客：中田勉
- 留置人：志保京助、森一夫、後藤武彦

## 同時上映
- ある殺し屋